# Lions de Brantford
Pour les articles homonymes, voir Lions et Brantford (homonymie).
Les Lions de Brantford sont une équipe junior de hockey sur glace de la Association de hockey de l'Ontario. L'équipe est basée à Brantford en Ontario au Canada et existe entre 1933 et 1946.

## Historique

### Saison par saison
| Saison  | PJ | V  | D  | N | Pts | %V   | BP  | BC  | Classement  |
| ------- | -- | -- | -- | - | --- | ---- | --- | --- | ----------- |
| 1941-42 | 24 | 19 | 5  | 0 | 38  | 79,2 | 183 | 83  | 1e AHO      |
| 1942-43 | 22 | 12 | 10 | 2 | 26  | 59,1 | 102 | 98  | 2e AHO      |
| 1943-44 | 25 | 11 | 13 | 1 | 23  | 46,0 | 90  | 126 | 3e Groupe 2 |